# Розсказіха
Розсказі́ха (рос. Рассказиха) — село у складі Первомайського району Алтайського краю, Росія. Адміністративний центр Розсказіхинської сільської ради.

## Населення
Населення — 454 особи (2010; 396 у 2002).
Національний склад (станом на 2002 рік):
- росіяни — 98 %